# Chiesa di Santa Rita (Legnano)
La chiesa di Santa Rita (o chiesa della Purificazione) è un luogo di culto cattolico di Legnano che si trova in corso Sempione, annesso all'istituto scolastico privato Barbara Melzi (già convento di suore canossiane), in origine dedicato alla "Purificazione". In seguito è stato intitolato a santa Rita.

## Storia
Le prime notizie documentate dell'edificio religioso risalgono al 7 agosto 1584, quando la chiesa venne elevata a "cappellania" da papa Paolo III. Contestualmente, il cardinale Carlo Borromeo la eresse a coadiutoria titolare, cioè a edificio religioso di riferimento per il quartiere legnanese di Legnanello. Il cardinal Andrea Carlo Ferrari la elevò a parrocchiale il 13 agosto 1898 (giorno della creazione della parrocchia di Legnanello), funzione che ebbe fino al 1902, quando fu inaugurata la nuova chiesa del Santissimo Redentore. La necessità di una nuova chiesa nacque proprio con l'istituzione della nuova parrocchia.
La chiesa della Purificazione fu anche citata in un'inchiesta del luglio 1586 del cardinale di Cremona Nicolò Sfondrati (che diventerà papa nel 1590 con il nome di Gregorio XIV). Ad essa era collegato il trasferimento della Prepositura da Parabiago a Legnano. L'inchiesta aveva anche l'obiettivo di fare un censimento sullo stato delle anime dei parrocchiani e sui luoghi di culto presenti.
Legnanello è uno dei due nuclei originari della città del Carroccio. Ad esso è collegato il primo documento che cita l'abitato di Legnano. Questo atto, che è datato 23 ottobre 789, si riferisce ad una permuta di terreni situati nel piccolo quartiere.
A Legnanello il festeggiamento della ricorrenza religiosa della Purificazione di Maria (o "Candelora"), che cade il 2 febbraio, è ancora molto sentita. In passato, alla festa della Candelora, numerose spose dell'anno si confidavano reciprocamente le loro delusioni con il famoso detto in dialetto legnanese "Caru ti, se mi 'l savévu, mai pü sa maridévu" (in italiano, "Cara te, se l'avessi saputo, non mi sarei sposata"). Successivamente questo detto è stato utilizzato per ribattezzare la solennità religiosa come la festa del "Caru mi, Caru ti" (it. "Cara me, cara te"). La festa religiosa coincide con quella della contrada Legnarello. Sembra che la ricorrenza della Candelora fosse già festeggiata a Legnanello nel 687, quando la Chiesa cattolica istituì la festività. Fino al XIX secolo, la festa della Candelora era festeggiata sul sagrato della chiesa della Purificazione. Con la costruzione della chiesa del Santissimo Redentore, i festeggiamenti della solennità religiosa vennero trasferiti presso il nuovo edificio religioso.
Dopo essere stata riferimento per Legnanello, la chiesa della Purificazione è ora usata come cappella privata dell'istituto privato Barbara Melzi.

## La chiesa e le opere artistiche
La facciata è sobria ed è caratterizzata dalla presenza di un piccolo portico e da tre finestroni. La finestra centrale, che è quella più grossa ed è rettangolare, è stata arricchita, nel 1890 durante i lavori di restauro dell'edificio religioso, da stucchi. Questi stucchi sono poi stati applicati anche alla facciata. Sulla facciata sono anche presenti due finestre laterali rotonde che sono arricchite da festoni in stucco. È stata nuovamente ristrutturata negli anni ottanta. Ha navata unica.
Sono presenti nell'abside e nel presbiterio alcuni pregevoli affreschi del XVII secolo di Francesco e Giovanni Battista Lampugnani.